# Sima Zhao
En aquest nom xinès, el cognom és Sima.
Sima Zhao (211-265 EC) va ser un general militar, polític i regent de l'estat de Cao Wei durant el període dels Tres Regnes de la història xinesa
Mantingué el control de Cao Wei, ensenyorit pel seu pare, Sima Yi, i mantingut pel seu germà gran Sima Shi, que havia creat el títol de Senyor de Jin - el penúltim pas abans de la usurpació del tron, encara que mai tindria el tron. S'aprofità de la debilitat de Shu Han a l'oest i els va atacar, obligant-hi a la rendició de la gent de Shu. El seu crèdit militar l'ajudà a crear una trama per enderrocar Cao Wei fent-se servir del seu fill, Sima Yan, que usurpà el tron de Cao Wei proclamant la Dinastia Jin. Després de la creació de Jin, Sima Yan li va honrar a títol pòstum com a Emperador Wen de Jin (晉文帝), amb el nom de temple Taizu (太祖).